# Erinaceus
Erinaceus er en slægt i pindsvinefamilien (Erinaceidae) med 4 arter.

## Arter
- Europæisk pindsvin (Erinaceus europaus)
- Østeuropærisk pindsvin (Erinaceus concolor)
- Rumænske pindsvin (Erinaceus roumanicus)
- Amur pindsvin (Erinaceus amurencis)

## Fodnoter
1. ↑  Hutterer, R. (2005). Wilson, D.E.; Reeder, D.M., eds. Mammal Species of the World: A Taxonomic and Geographic Reference (3rd ed.). Johns Hopkins University Press. pp. 213–214. ISBN 978-0-8018-8221-0.

| Naturvidenskab | Spire Denne naturvidenskabsartikel er en spire som bør udbygges. Du er velkommen til at hjælpe Wikipedia ved at udvide den. |